# Митун, Марианна
Марианна Митун (произношение фамилии: mɪθu:n), англ. Marianne Mithun (род. в 1946) — одна из ведущих американских специалистов по индейским языкам и лингвистической типологии. Доктор философии (1974).
В молодости вела многочисленные полевые исследования ирокезских языков, особенно мохокского, кайюга и тускарора. Наряду с этим, провела большую исследовательскую работу по языкам Северной Америки в целом, результаты которой были представлены в её магистерской диссертации и книге «Языки коренного населения Северной Америки» (The Languages of Native North America). Также она исследовала языки племени помо и чумашские языки в Калифорнии, юпикские языки на Аляске и австронезийские языки.
В 1974 году получила степень доктора философии по лингвистике в Йельском университете.
В настоящее время — профессор лингвистики в Калифорнийском университете в Санта-Барбаре. Основатель (1983) и бывший президент Общества лингвистической антропологии (en:Society for Linguistic Anthropology). В 1999—2003 годах была президентом международной Ассоциации лингвистической типологии, в 2014—2015 годах президент Европейского лингвистического общества. Входит в редколлегию журнала «Linguistic Typology».
В 2000 году получила почётную докторскую степень в Университете Осло. Отмечена Wilbur Cross Medal (2018).
Замужем за известным лингвистом Уоллесом Чейфом.